# Renholmen AB
Renholmen AB är ett företag som levererar virkeshanteringsutrustning till såg- och vidareförädlingsindustrin. Företaget grundades 1952 och har sitt huvudkontor i Byske men har även två till kontor i Sverige och ett kontor i Finland. Företaget ägs av Storskogen AB och är en del av ARA Technology Group.
Bolagets marknad finns primärt i Norden och dess närområde men levererar till hela världen. Renholmen AB har över tid även förvärvat Eve maskiner, Smedbolaget, Hammars, Forslunds maskin och Vitech. 

## Historia
Renholmen AB grundades 1952 under namnet Renholmens mekaniska verkstad i Renholmen. Två år senare började företaget leverera produkter till Kewako och till Bröderna Lundbergs Mekaniska. År 1968 hade företaget ett 20-tal anställda och var leverantörer till bland annat Skega. Företaget köptes då upp av Hellgren-koncernen och 1974 flyttades verksamheten till nybyggda fabrikslokaler i Byske. 
Åren 1979–1980 köpte Renholmens mekaniska verkstad upp konkurrenterna Eve-maskiner och Smedbolaget. Antalet anställda uppgick 1985 till cirka 150 stycken och bolaget köptes då av Contorta som fem år senare köptes upp av Sorb Invest. År 1997 köptes Renholmens mekaniska verkstad av Troponor AB som samtidigt lade ner den konkurrerande verksamheten Hammars. Två år senare köptes Troponor AB av Carl Bennet och Renholmens mekaniska verkstad blev  samtidigt en del av koncernen Sorb Invest, en koncern med över 900 anställda och en omsättning på cirka 1,1 miljarder kronor.
Produktionsenheten såldes till piteåföretaget FeRex AB 2003, i samband med detta bytte  företaget namn till Renholmen AB. År 2007 ombildades bolagskoncernen Sorb Invest och blev då en gren inom Lifco AB.
År 2010 hade Renholmen AB 27 anställda och en årlig omsättning om 100 miljoner kronor. Det var en del av industrikoncernen Lifco Group. Samma år fusionerades Renholmen AB med Forslunds maskin och tog vid fusionen över dess sju anställda. Forslunds maskin hade då en årlig omsättning om cirka 25 miljoner kronor. Renholmen AB köptes av Provator 2016 och blev då en del av ARA Technology Group.
År 2017 hade Renholmen AB 35 anställda som arbetade med mekkonstruktion, automation, projektledning, service, marknad, inköp, administration. Året därpå köptes ARA Technology Group AB upp av Storskogen AB.
Då efterfrågan ökade i framförallt Finland utökades personalstyrkan som 2021 uppgick till över 50 personer.